# Piereniegowo
Piereniegowo – dawna wieś. Tereny, na których była położona, leżą obecnie na Białorusi, w obwodzie mińskim, w rejonie wilejskim, w sielsowiecie Dołhinów.
Dawniej używana nazwa to Pereniechowo, Perenuchowo lub Pierenigowo.

## Historia
W czasach zaborów w granicach Imperium Rosyjskiego.
W latach 1921–1945 wieś leżała w Polsce, w województwie nowogródzkim (od 1926 w województwie wileńskim), w powiecie duniłowickim (od 1926 w powiecie wilejskim), w gminie Budsław.
Według Powszechnego Spisu Ludności z 1921 roku zamieszkiwały tu 23 osoby, wszystkie były wyznania rzymskokatolickiego i zadeklarowały białoruską przynależność narodową. Były tu 3 budynki mieszkalne. W 1931 w 3 domach zamieszkiwało 28 osób.
Miejscowość należała do parafii rzymskokatolickiej w Budsławiu. Podlegała pod Sąd Grodzki w Krzywiczach i Okręgowy w Wilnie; właściwy urząd pocztowy mieścił się w Budsławiu.